# 順圧

順圧の流体の構造図。黒は等圧面、水色は等密度面。

流体力学において、流体が順圧（じゅんあつ）である、あるいはバロトロピック（英: barotropic）であるとは、圧力が密度のみに依存すること、すなわち、等圧面と等密度面が一致することをいう。
天体力学で、恒星内部の流体のモデルとして使われるポリトロピック流体（圧力が密度のべき乗で表せる流体）もバロトロピック流体のよく知られた例である。また、密度一定の流体（ρ=constant）もバロトロピック流体の一つである。

## 静水圧平衡と順圧
保存力のもとで圧縮性流体が静止状態になるためには、順圧性が必要条件である。
以下、流体にかかる外力と圧力勾配が釣り合う場合（静水圧平衡）を考える。力の釣り合いの式は
{\displaystyle -{1 \over \rho }\nabla p+{\boldsymbol {f}}=0}
（ p：圧力、ρ：密度、f ：単位質量あたりの外力）
である。ここで、重力や遠心力のように、外力が保存力の場合を考える（保存力のポテンシャルをΩとする）。
{\displaystyle -{1 \over \rho }\nabla p-\nabla \Omega =0}
両辺の回転をとると {\displaystyle \operatorname {rot} \operatorname {grad} \Omega =0} だから、
{\displaystyle {\begin{aligned}0=\nabla \times \left(-{1 \over \rho }\nabla p\right)={1 \over \rho ^{2}}\left(\nabla \rho \times \nabla p\right)\\\therefore \nabla \rho \parallel \nabla p\end{aligned}}}
となる。傾き∇f は f の等値面に垂直だから、∇ρ と ∇p との平行性は ρ と p の等値面の一致、すなわち順圧性を意味する。
順圧性が成り立つなら、密度が圧力の関数（ρ=ρ(p)）になるので、単位質量あたりの圧力勾配が
{\displaystyle -{1 \over \rho }\nabla p=-\nabla \int {\mathrm {d} p \over \rho }}
と表せる。この性質により、非粘性バロトロピック流体ではベルヌーイの定理やケルビンの渦定理が成立する。